# Badminton-Juniorenweltmeisterschaft 2013
Die Badminton-Juniorenweltmeisterschaft 2013 fand vom 23. Oktober bis zum 3. November 2013 in Bangkok in Thailand statt. Zuerst wurde bis zum 27. Oktober der Teamweltmeister ermittelt. Anschließend folgte bis zum 3. November der Einzelwettbewerb.

## Medaillengewinner
| Disziplin    | Gold                         | Silber                                  | Bronze                             |
| ------------ | ---------------------------- | --------------------------------------- | ---------------------------------- |
| Herreneinzel | Heo Kwang-hee                | Wang Tzu-wei                            | Ihsan Maulana Mustofa              |
| Herreneinzel | Heo Kwang-hee                | Wang Tzu-wei                            | Zhao Junpeng                       |
| Dameneinzel  | Akane Yamaguchi              | Aya Ohori                               | He Bingjiao                        |
| Dameneinzel  | Akane Yamaguchi              | Aya Ohori                               | Busanan Ongbumrungpan              |
| Herrendoppel | Li Junhui Liu Yuchen         | Huang Kaixiang Zheng Siwei              | Tien Tzu-chieh Wang Chi-lin        |
| Herrendoppel | Li Junhui Liu Yuchen         | Huang Kaixiang Zheng Siwei              | Choi Jong-woo Seo Seung-jae        |
| Damendoppel  | Chae Yoo-jung Kim Ji-won     | Chen Qingchen He Jiaxin                 | Huang Dongping Jia Yifan           |
| Damendoppel  | Chae Yoo-jung Kim Ji-won     | Chen Qingchen He Jiaxin                 | Lam Narissapat Puttita Supajirakul |
| Mixed        | Huang Kaixiang Chen Qingchen | Kevin Sanjaya Sukamuljo Masita Mahmudin | Choi Sol-gyu Chae Yoo-jung         |
| Mixed        | Huang Kaixiang Chen Qingchen | Kevin Sanjaya Sukamuljo Masita Mahmudin | Liu Yuchen Huang Dongping          |
| Mannschaft   | Südkorea                     | Indonesien                              | Volksrepublik China                |

## Medaillenspiegel
| Rang   | Land                | Gold | Silber | Bronze | Gesamt |
| ------ | ------------------- | ---- | ------ | ------ | ------ |
| 1      | Südkorea            | 3    | 0      | 2      | 5      |
| 2      | Volksrepublik China | 2    | 2      | 5      | 9      |
| 3      | Japan               | 1    | 1      | 0      | 2      |
| 3      | Indonesien          | 0    | 2      | 1      | 3      |
| 4      | Chinesisch Taipeh   | 0    | 1      | 1      | 2      |
| 5      | Thailand            | 0    | 0      | 2      | 2      |
| Gesamt | Gesamt              | 6    | 6      | 11     | 23     |